# Crime & Investigation
Crime & Investigation (estilizado como Crime + Investigation) é um canal norte-americano de televisão paga de propriedade da A&E Networks, uma joint venture entre a Hearst Communications e a divisão Disney Media Networks da The Walt Disney Company. O canal também transmite internacionalmente para Europa e África.
O canal exibe, em sua maioria, séries policiais como 24, Nash Bridges, Hack, SWAT, Uncovered, The First 48, American Justice, The Big House, Vanished With Beth Holloway e Murder at My Door.